# Епархия Тезпура
Епархия Тезпура (лат. Dioecesis Tezpurensis) — епархия Римско-Католической церкви c центром в городе Тезпур, Индия. Епархия Тезпура входит в митрополию Гувахати. Кафедральным собором епархии Тезпура является церковь святого Иоанна Боско.

## История
16 января 1964 года Римский папа Павел VI выпустил буллу Fidei catholicae, которой учредил епархию Тезпура, выделив её из епархий Дибругарха и Шиллонга.
20 января 1975 года Конгрегация евангелизации народов издала декрет Quo facilius, которым включил в епархию Тезпура часть территории Бутана.
30 марта 1992 года и 7 декабря 2005 года епархия Тезпура передала часть своей территории для возведения новых епархий Гувахати и Итаганара.

## Ординарии епархии
- епископ Оресте Маренго (6.07.1964 — 26.06.1969);
- епископ Иосиф Миттатхани (26.06.1969 — 28.03.1980) — назначен епископом Импхала;
- епископ Роберт Керкетта (24.10.1980 — 3.12.2007);
- епископ Михаэль Акасиус Топпо (3.12.2007 — по настоящее время).

## Источник
- Annuario Pontificio, Ватикан, 2007
- Булла Fidei catholicae  (лат.)
- Декрет Quo facilius, AAS 67 (1975), стр. 121  (лат.)